# ستانوس، أيتوليا كي أكارنانيا
ستانوس (Στάνος) هي قرية منخفضة في الوحدة الإقليمية في أيتوليا كي أكارنانيا على ارتفاع 140 مترًا.

## الجغرافيا - التاريخ
تقع ستانوس غرب بحيرة أمفراكيا على بعد 6.5 كم جنوب أمفيلوكيا. تم بناء القرية على منحدرات تلة وعلى جانبها الشرقي يمر الطريق الوطني أنتيريو يوانينا. ذكره الرحالة الإنجليزي ويليام مارتن ليك أثناء فترة الاحتلال التركي، وكتب في 18 يونيو 1805: «ستانوس هي قرية بنفس حجم أمفراكيا وبنفس الارتفاع مثلها». وفقًا للتقاليد، فقد تم بناؤها في موقعها الحالي عام 1883 بعد انتقال سكانها من موقع في الشمال واسم المنطقة جاء من رعاة قطعان الماشية الكثيرة في المنطقة. من المعالم البارزة في المنطقة كنيسة أغيا باراسكيفي المقابلة للبحيرة ومنحدرات جبل بيتالاس، والتي بنيت على قاعدة من الصخور الكبيرة في عام 1550 وهي مزينة بلوحات جدارية من الفترة بعد البيزنطية. تم إلحاقها في عام 1836 ببلدية أمفراكيا. وفقًا لخطة كاليكراتيس، فإنها تشكل الكومونة المحلية ستانو، وتنتمي إلى الوحدة البلدية أمفيلوكيا التابعة لبلدية أمفيلوكيا ويبلغ عدد سكانها 935 نسمة وفقًا لتعداد عام 2011.